# Rüdiger Zakrzewski
Rüdiger Zakrzewski (* 29. November 1946 in Heiligenwald) ist ein deutscher Politiker (SPD).

## Biografie
Zakrzewski besuchte von 1952 bis 1961 die Volksschule und absolvierte danach eine Ausbildung zum Dekorateur, die er im April 1964 abschloss. Nach seinem Wehrdienst (1966/67) war er nach entsprechender Weiterbildung bei einem Unternehmen im werblichen Bereich als Dekorateur, Grafiker und Ausbilder tätig.
Zakrzewski, der seit 1961 Mitglied der Gewerkschaft Handel, Banken und Versicherungen war und bereits mehrjährige Erfahrung als Jugendvertreter hatte, wurde ab 1968 zum Gewerkschaftssekretär ausgebildet und 1971 Kreissekretär in Saarbrücken und Assistent des DGB Landesvorstandes. 1972 wechselte er als Sekretär zur IG Metall Saarbrücken, deren 1. Bevollmächtigter er von 1992 bis 2005 war.
Von 1993 bis 2005 war Zakrzewski auch Vorstandsvorsitzender der Arbeitskammer des Saarlandes und in diesem Zusammenhang 1997 Mitgründer und bis 2005 Vorsitzender des INFO - Instituts an der Hochschule für Technik und Wirtschaft des Saarlandes (HTW), sowie von 1993 bis 2006 Vorsitzender der saarländischen Technologieberatungsstelle „Best“.
Im Jahr 1961 trat Zakrzewski in die SPD ein. Er war dort unter anderem Vorsitzender der Heiligenwalder Jungsozialisten, stellvertretender Vorsitzender des SPD-Kreisvorstandes und stellvertretender Landesvorsitzender der AFA. Er ist seit 1964 Mitglied des Heiligenwalder SPD-Vorstandes und war von 1971 bis 1997 Erster Vorsitzender der SPD Heiligenwald. Im Jahr 1998 wurde er zum Ehrenvorsitzenden des Ortsvereins gewählt.
In den Jahren 1974 bis 1990 war Zakrzewski im Gemeinderat Schiffweiler. Ab 1990 wurde er Mitglied des saarländischen Landtages, dem er bis 2015 drei Legislaturperioden angehörte. Dort war er unter anderem im Bereich Kohle und Stahl, in der Saargemeinschaftsinitiative, der Sozialpolitik sowie dem interparlamentarischen Rat Saar-Lor-Lux-Wallonie tätig. Von 2006 bis zu seinem Ruhestand 2012 war er Ortsvorsteher von Heiligenwald.
Zakrzewski ist seit April 1967 mit seiner Frau Doris verheiratet, Vater der Tochter Nicole, sowie zweifacher Großvater (Nadine und Kevin).
Ehrenamtlich ist er Gründer und heute Ehrenvorsitzender eines Karateclubs „Hisatake“, langjähriger Vorsitzender und heute Präsident des Fußballvereins SC 07 Heiligenwald, Mitgründer und Ehrenmitglied des Bergmannsvereins Heiligenwald, Präsident des großen Freizeitclubs die „Rancher“, Mitgründer der Kunstfreunde Heiligenwald sowie Gründer und Vorsitzender des Fördervereins „Historische Grubenanlage Itzenplitz“.
2003 wurde Zakrzewski von der SPD mit der Willy-Brandt-Medaille und 2006 von der Landesregierung mit dem Saarländischen Verdienstorden ausgezeichnet.
Seit August 2022 ist er Träger des Bundesverdienstkreuzes am Bande.
Sein Nachlass ist im Dokumentationszentrum der Arbeitskammer des Saarlandes überliefert.